# IEC 61850
IEC 61850 jest normą (standardem) dotyczącą projektowania automatyki dla stacji energetycznych. 
IEC 61850 jest częścią architektury systemów energetycznych stworzoną przez Komitet Techniczny 57 (TC 57) Międzynarodowej Komisji Elektrotechnicznej (International Electrotechnical Commission IEC). Abstrakcyjny model danych zdefiniowany w standardzie IEC 61850 jest mapowany na wiele protokołów komunikacyjnych. Obecnie mapowanie obejmuje MMS (ang. Manufacturing Message Specification), GOOSE, SMV (Sampled Measured Values) a także WebServices,  DNP3 i IEC60870-5-104. Powyższe protokoły pracują w sieciach opartych na TCP/IP lub lokalnych stacyjnych sieciach Ethernet oferujących wymagany czas odpowiedzi poniżej 4 ms (dla funkcji zabezpieczeniowych).
IEC 61850 został uznany za normę europejską (EN) i w konsekwencji tego również za Polską Normę (PN-EN).

## Dokumenty standardu IEC 61850
Standard IEC 61850 składa się z następujących części (w nawiasach podano kursywą przetłumaczone tytuły Polskich Norm):
- IEC TR 61850-1:2013 Communication networks and systems for power utility automation - Part 1: Introduction and overview
- IEC TS 61850-2:2003 Communication networks and systems in substations - Part 2: Glossary
- IEC 61850-3:2013 Communication networks and systems for power utility automation - Part 3: General requirements (Systemy i sieci komunikacyjne automatyzacji przedsiębiorstw elektroenergetycznych -- Cześć 3: Wymagania ogólne)
- IEC 61850-4:2011 Communication networks and systems for power utility automation - Part 4: System and project management (Systemy i sieci komunikacyjne w stacjach elektroenergetycznych -- Część 4: Zarządzanie projektem i układem)
- IEC 61850-5:2013 Communication networks and systems for power utility automation - Part 5: Communication requirements for functions and device models (Systemy i sieci komunikacyjne automatyzacji przedsiębiorstw elektroenergetycznych -- Część 5: Wymagania komunikacyjne dla modeli funkcji i urządzeń)
- IEC 61850-6:2009 Communication networks and systems for power utility automation - Part 6: Configuration description language for communication in electrical substations related to IEDs (Systemy i sieci komunikacyjne w stacjach elektroenergetycznych -- Część 6: Język opisu konfiguracji komunikacji pomiędzy urządzeniami IED w stacjach elektroenergetycznych)
- IEC 61850-7-1:2011 Communication networks and systems for power utility automation - Part 7-1: Basic communication structure - Principles and models (Systemy i sieci telekomunikacyjne do automatyzacji przedsiębiorstw energetycznych -- Część 7-1: Podstawowa struktura komunikacyjna -- Zasady i modele)
- IEC 61850-7-2:2010 Communication networks and systems for power utility automation - Part 7-2: Basic information and communication structure - Abstract communication service interface (ACSI) (Systemy i sieci komunikacyjne w stacjach elektroenergetycznych -- Część 7-2: Podstawowa struktura informatyczna i komunikacyjna -- Zwięzły interfejs usług komunikacyjnych (ACSI))
- IEC 61850-7-3:2010 Communication networks and systems for power utility automation - Part 7-3: Basic communication structure - Common data classes (Systemy i sieci komunikacyjne w stacjach elektroenergetycznych -- Część 7-3: Podstawowa struktura komunikacyjna -- Wspólne klasy danych)
- IEC 61850-7-4:2010 Communication networks and systems for power utility automation - Part 7-4: Basic communication structure - Compatible logical node classes and data object classes (Systemy i sieci komunikacyjne w stacjach elektroenergetycznych -- Część 7-4: Podstawowa struktura komunikacyjna -- Kompatybilne klasy węzłów logicznych i danych)
- IEC 61850-7-410:2012+AMD1:2015 CSV Communication networks and systems for power utility automation - Part 7-410: Basic communication structure - Hydroelectric power plants - Communication for monitoring and control (Systemy i sieci komunikacyjne automatyzacji przedsiębiorstw elektroenergetycznych -- Część 7-410: Podstawowa struktura komunikacyjna -- Elektrownie wodne -- Komunikacja dla celów nadzoru i sterowania)
- IEC 61850-7-420:2009 Communication networks and systems for power utility automation - Part 7-420: Basic communication structure - Distributed energy resources logical nodes (Systemy i sieci komunikacyjne w stacjach elektroenergetycznych -- Część 7-420: Systemy komunikacyjne dla rozproszonych źródeł energii (DER) -- Węzły logiczne)
- IEC TR 61850-7-510:2012 Communication networks and systems for power utility automation - Part 7-510: Basic communication structure - Hydroelectric power plants - Modelling concepts and guidelines
- IEC 61850-8-1:2011 Communication networks and systems for power utility automation - Part 8-1: Specific communication service mapping (SCSM) - Mappings to MMS (ISO 9506-1 and ISO 9506-2) and to ISO/IEC 8802-3 (Systemy i sieci telekomunikacyjne do automatyzacji przedsiębiorstw energetycznych -- Część 8-1: Specjalne odwzorowanie usługi komunikacyjnej (SCSM) -- Odwzorowanie na MMS (ISO 9506-1 i ISO 9506-2) oraz na ISO/IEC 8802-3)
- IEC 61850-9-2:2011 Communication networks and systems for power utility automation - Part 9-2: Specific communication service mapping (SCSM) - Sampled values over ISO/IEC 8802-3 (Systemy i sieci telekomunikacyjne do automatyzacji przedsiębiorstw energetycznych -- Część 9-2: Specjalne odwzorowanie usługi komunikacyjnej (SCSM) -- Wartości próbkowane przesyłane zgodnie z ISO/IEC 8802-3)
- IEC/IEEE 61850-9-3:2016 Communication networks and systems for power utility automation - Part 9-3: Precision time protocol profile for power utility automation
- IEC 61850-10:2012 Communication networks and systems for power utility automation - Part 10: Conformance testing (Systemy i sieci komunikacyjne automatyzacji przedsiębiorstw elektroenergetycznych -- Część 10: Testowanie zgodności)
- IEC TS 61850-80-1:2016 Communication networks and systems for power utility automation - Part 80-1: Guideline to exchanging information from a CDC-based data model using IEC 60870-5-101 or IEC 60870-5-104
- IEC TR 61850-80-3:2015 Communication networks and systems for power utility automation - Part 80-3: Mapping to web protocols - Requirements and technical choices
- IEC TS 61850-80-4:2016 Communication networks and systems for power utility automation - Part 80-4: Translation from the COSEM object model (IEC 62056) to the IEC 61850 data model
- IEC TR 61850-90-1:2010 Communication networks and systems for power utility automation - Part 90-1: Use of IEC 61850 for the communication between substations
- IEC TR 61850-90-2:2016 Communication networks and systems for power utility automation - Part 90-2: Using IEC 61850 for communication between substations and control centres
- IEC TR 61850-90-3:2016 Communication networks and systems for power utility automation - Part 90-3: Using IEC 61850 for condition monitoring diagnosis and analysis
- IEC TR 61850-90-4:2013 Communication networks and systems for power utility automation - Part 90-4: Network engineering guidelines
- IEC TR 61850-90-5:2012 Communication networks and systems for power utility automation - Part 90-5: Use of IEC 61850 to transmit synchrophasor information according to IEEE C37.118
- IEC TR 61850-90-7:2013 Communication networks and systems for power utility automation - Part 90-7: Object models for power converters in distributed energy resources (DER) systems
- IEC TR 61850-90-8:2016 Communication networks and systems for power utility automation - Part 90-8: Object model for E-mobility
- IEC TR 61850-90-12:2015 Communication networks and systems for power utility automation - Part 90-12: Wide area network engineering guidelines